# Stagmomantis limbata
Stagmomantis limbata är en bönsyrseart som beskrevs av Carl Wilhelm Hahn 1835. 
Stagmomantis limbata ingår i släktet Stagmomantis och familjen Mantidae. Inga underarter finns listade i Catalogue of Life.

## Bildgalleri

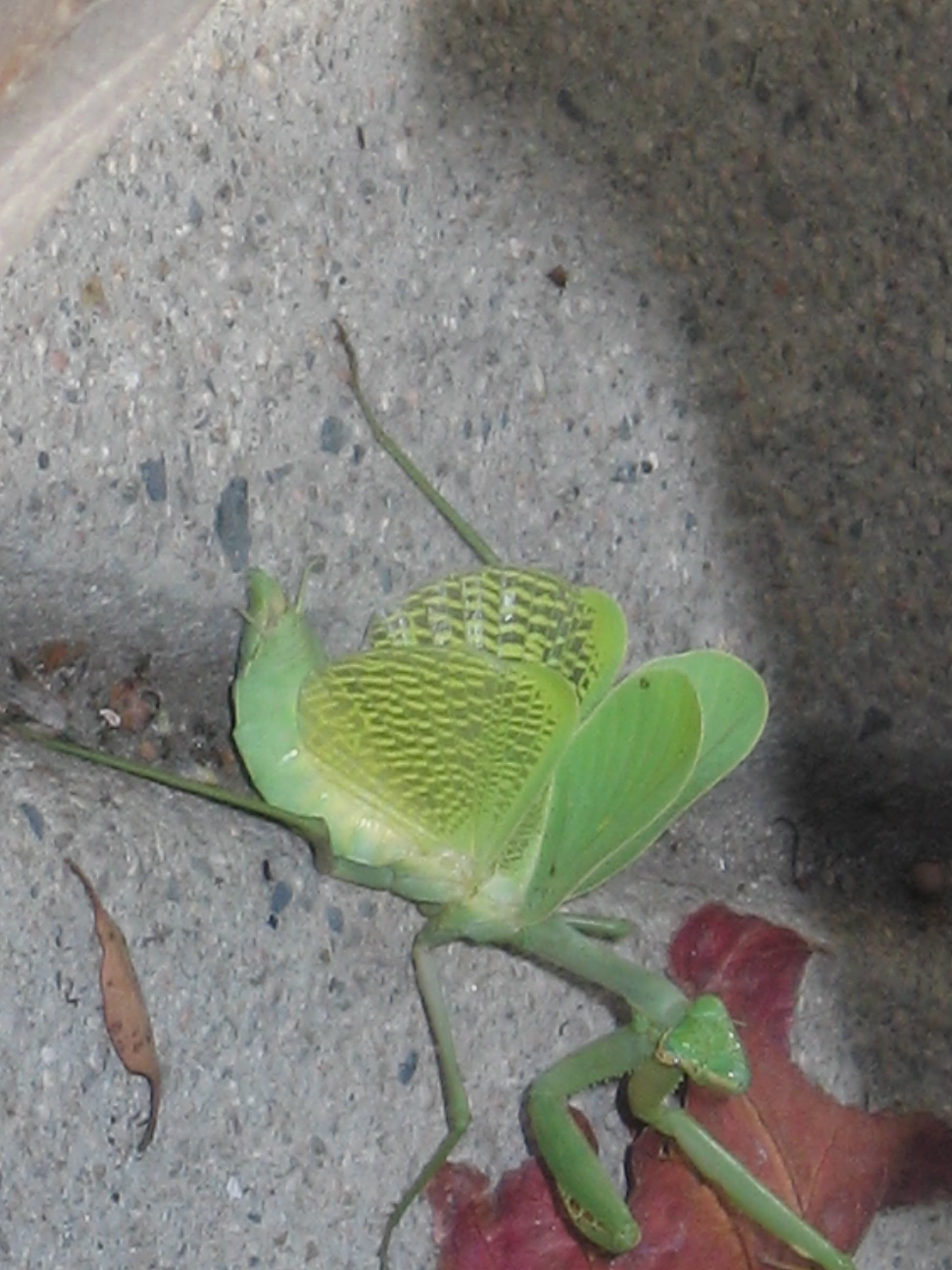
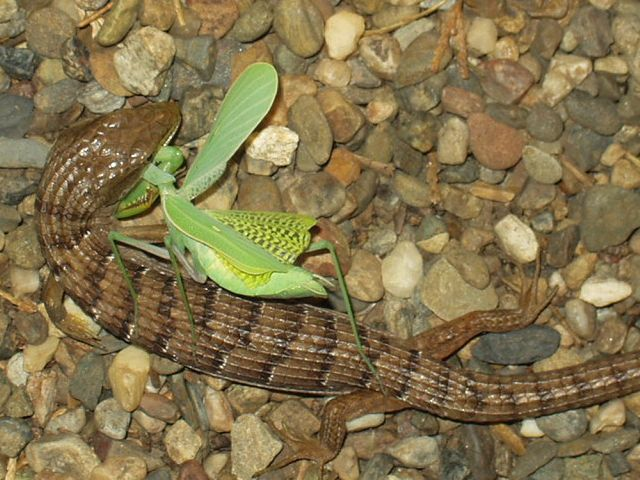
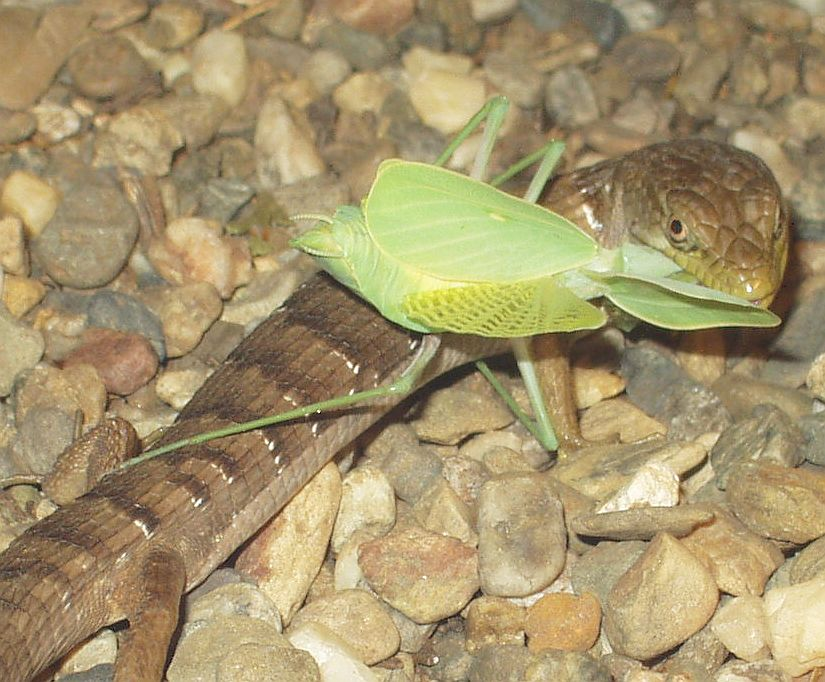
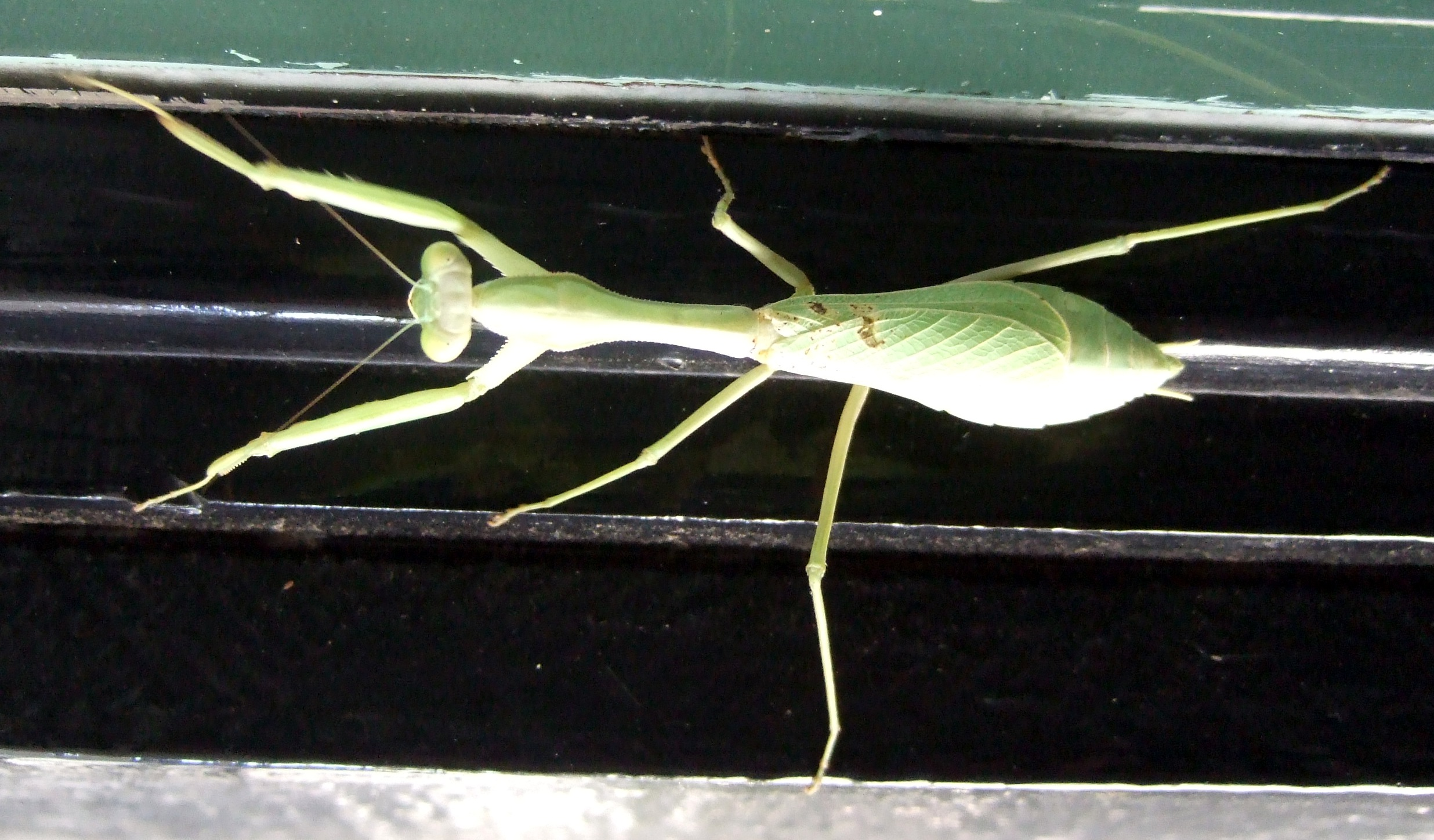
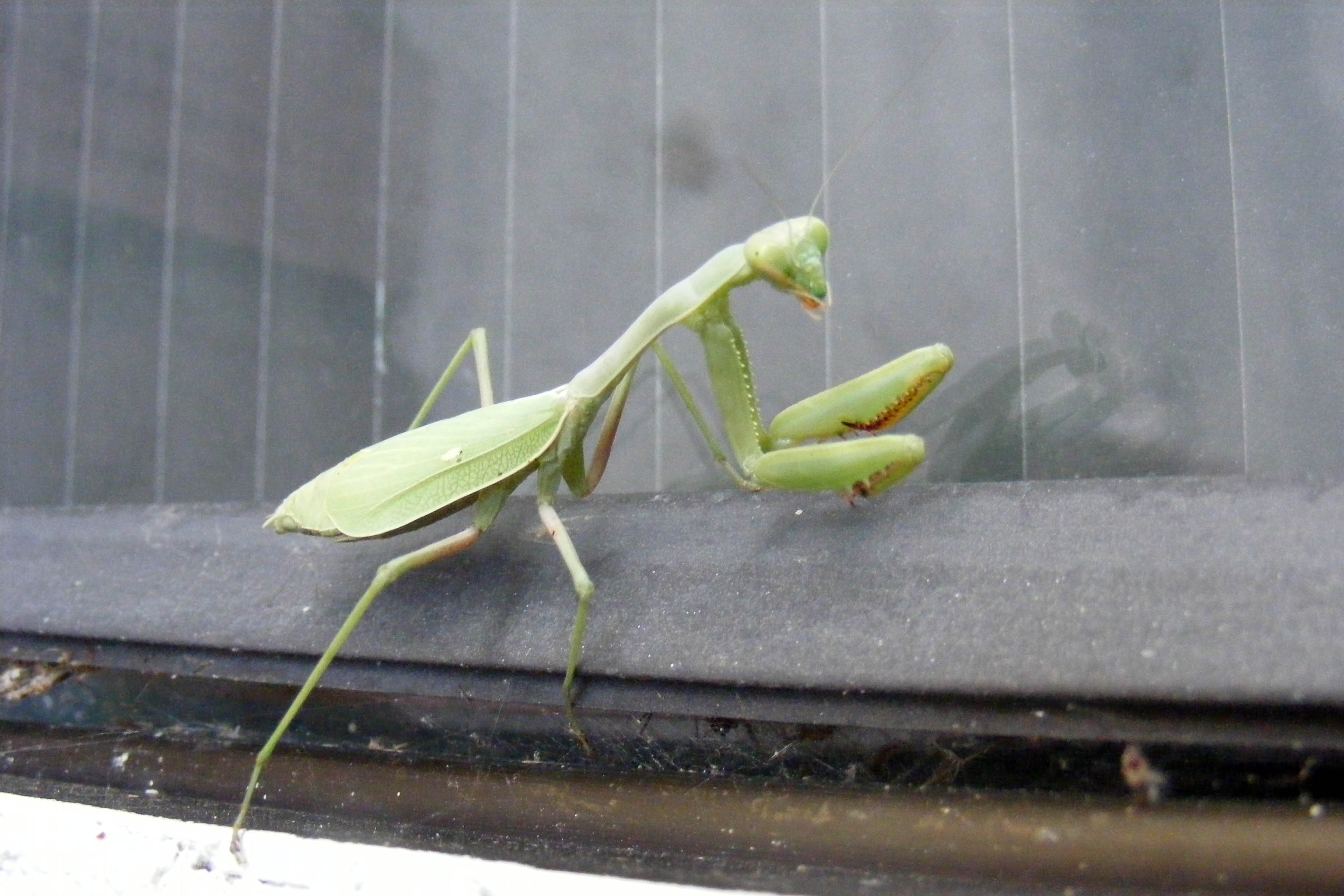
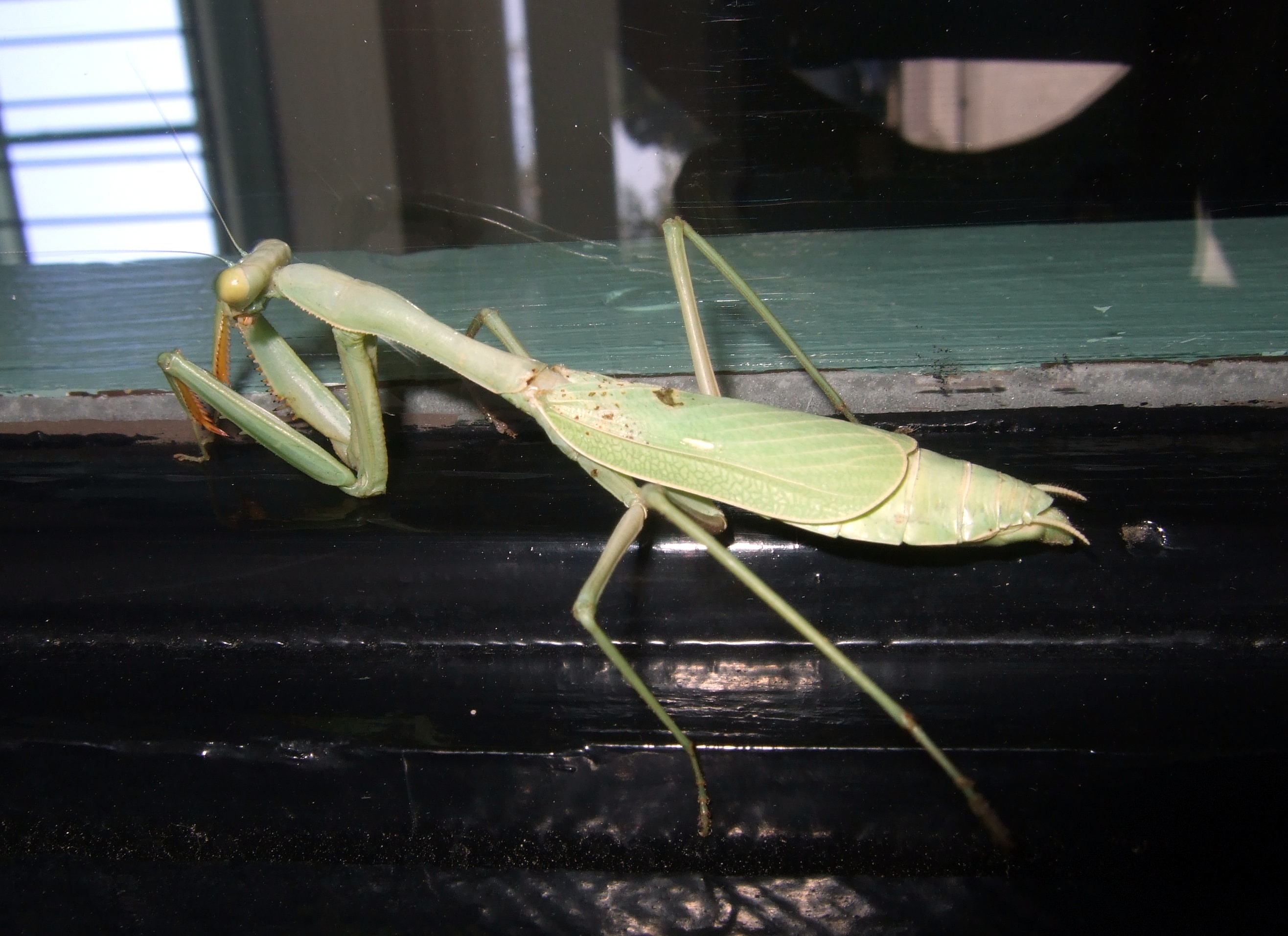